# Ludwik Marian Kurnatowski
Ludwik Marian Kurnatowski h. Łodzia (ur. 1868, zm. 23 stycznia 1940 w Warszawie) – wysoki urzędnik Policji Państwowej, pisarz.

## Biogram
W służbie śledczej był jeszcze na długo przed I wojną światową. W 1905 kierownik Kancelarii Urzędu Śledczego w Warszawie (wcześniej referent tamże). W 1910 prowadził głośną sprawę Bogdana Jaxa-Ronikiera. Podczas I wojny światowej ewakuowany do Rosji, służył w policji moskiewskiej. Na przełomie 1916 i 1917 brał udział w obławie na warszawskich złodziei, którzy włamali się do banku w Charkowie. Za zasługi przy tej sprawie odznaczony w 1917 Orderem Świętego Włodzimierza IV klasy.
W trakcie rewolucji październikowej odsunięty od obowiązków i osadzony czasowo w więzieniu w Moskwie (razem z przestępcami, których pomógł ująć). Po odzyskaniu niepodległości mianowany nadkomisarzem i zastępcą naczelnika Urzędu Śledczego w Warszawie.
Tuż po I wojnie światowej prowadził wiele spraw kryminalnych, przyczyniając się do rozbicia kilku gangów działających w Warszawie.
W 1922 prowadził dochodzenie w sprawie mordu w Skolimowie, jednej z najstraszniejszych zbrodni II RP (w napadzie na młyn w Skolimowie zginęła prawie cała rodzina młynarza i pomocnicy).
Funkcję zastępcy naczelnika UŚ sprawował jeszcze w czerwcu 1926. W 1927 głośna była sprawa ucieczki Kurnatowskiego, który miał zeznawać jako świadek na procesie swego podwładnego: aspiranta Daniela Bachracha, oskarżonego o szefowanie szajce fałszerzy paszportów. Równolegle oskarżany przez niektóre ofiary napadów rabunkowych za przyjmowanie łapówek. Kurnatowski wyjechał najpierw do Wolnego Miasta Gdańska, potem do Berlina, skąd miał wyjechać do Szwajcarii. Ostatecznie z Gdańska powrócił do Warszawy. Winy nie zostały mu udowodnione, były komisarz wyszedł z aresztu za kaucją.
Na początku lat 30. XX wieku napisał kilka zbiorów wspomnień – autentycznych historii kryminalnych, w których brał udział. Planował wydanie pamiętników, ale te się nie ukazały. Poszczególnie opowiadania ukazywały się także w gazetach w latach 30.
Zmarł 23 stycznia 1940 roku i został pochowany na cmentarzu Powązkowskim w Warszawie.
Był żonaty z Marią Łodzia-Kurnatowską (ur. 1880, zm. 15 września 1961), z którą miał dwóch synów: Ryszarda (ur. 1899), prawnika w Warszawie, i Antoniego (ur. 11 maja 1901), urzędnika.

## Ordery i odznaczenia
- Srebrny Krzyż Zasługi (2 maja 1925)[3]
- Order Świętego Włodzimierza IV klasy (Imperium Rosyjskie, 1917)[1]

## Publikacje
- Branka cyganów (1931)
- Szpilka z trupią główką (1931; wznowiona 2014 razem z Tajemnicą Belwederu)
- Tajemnica Belwederu (1931; wznowiona 2014[4])
- Obłęd złota (1932)
- Od 1908 do dzisiaj (1932)
- Zagadkowi milionerzy (1932, wznowiona 2015[5]; pierwotne wydanie pod pseudonimem „Leon Kurnatowski”)
- Sprawy kryminalne II RP (2014) – wybór opowiadań[6]
- Sprawy kryminalne sprzed 1918 (2014) – wybór opowiadań[7]
- Samochodowa banda Kłaka (2016) – wybór opowiadań z wcześniejszych tomów, seria „Kryminały przedwojennej Warszawy”, t. 36[8]
- Szczury hotelowe (2018) – opowiadania z przedwojennych gazet, seria „Kryminały przedwojennej Warszawy”, t. 47[9]
- Niebieskie ptaki Warszawy (2019) – opowiadania z przedwojennych gazet, seria „Kryminały przedwojennej Warszawy”, t. 60[10]
- Życie i przygody Wiktora Gruena (2019) – opowiadania z przedwojennych gazet, seria „Kryminały przedwojennej Warszawy”, t. 63[11]